# Anomalographis madeirensis
Anomalographis madeirensis är en lavart som först beskrevs av Tav., och fick sitt nu gällande namn av Kalb. Anomalographis madeirensis ingår i släktet Anomalographis och familjen Graphidaceae.   Inga underarter finns listade i Catalogue of Life.